# Al Jean
Alfred Ernest Jean III, známý především jako Al Jean, (* 9. ledna 1961 Farmington Hills, Michigan) je americký scenárista, animátor a producent, nejvíce známý díky své práci na animovaném seriálu Simpsonovi.
Vyrůstal nedaleko Detroitu v Michiganu a v roce 1981 absolvoval Harvardovu univerzitu. Jean začal svou kariéru scenáristy v 80. letech 20. století společně s dalším absolventem Harvardu Mikem Reissem. Společně pracovali jako scenáristé a producenti na televizních pořadech, jako jsou The Tonight Show Starring Johnny Carson, Alf a It's Garry Shandling's Show.
V roce 1989 dostal Jean po boku Reisse nabídku pracovat jako scenárista animovaného seriálu Simpsonovi a společně se stali prvními členy původního scenáristického štábu tohoto pořadu. Ve třetí (1991–1992) a čtvrté (1992–1993) řadě seriálu působili jako showrunneři, po čtvrté sérii však Simpsonovy opustili a vytvořili animovaný seriál Kritik o filmovém kritikovi Jayi Shermanovi. Poprvé byl vysílán na stanici ABC v lednu 1994 a byl dobře přijat kritikou, ale u diváků se neuchytil a vydržel jen dvě řady.
V roce 1994 Jean a Reiss podepsali tříletou smlouvu se společností The Walt Disney Company na produkci dalších televizních pořadů pro ABC a dvojice vytvořila a výkonně produkovala pořad Teen Angel, jenž byl zrušen v první řadě. Jean se k Simpsonovým vrátil na plný úvazek během desáté řady (1998–1999). Se začátkem třinácté řady v roce 2001 se stal opět showrunnerem, již bez Reisse, a na této pozici zůstal. Jean byl také jedním ze scenáristů a producentů, kteří pracovali na celovečerním snímku Simpsonovi ve filmu, natočeném podle seriálu, který byl uveden v roce 2007.

## Osobní život

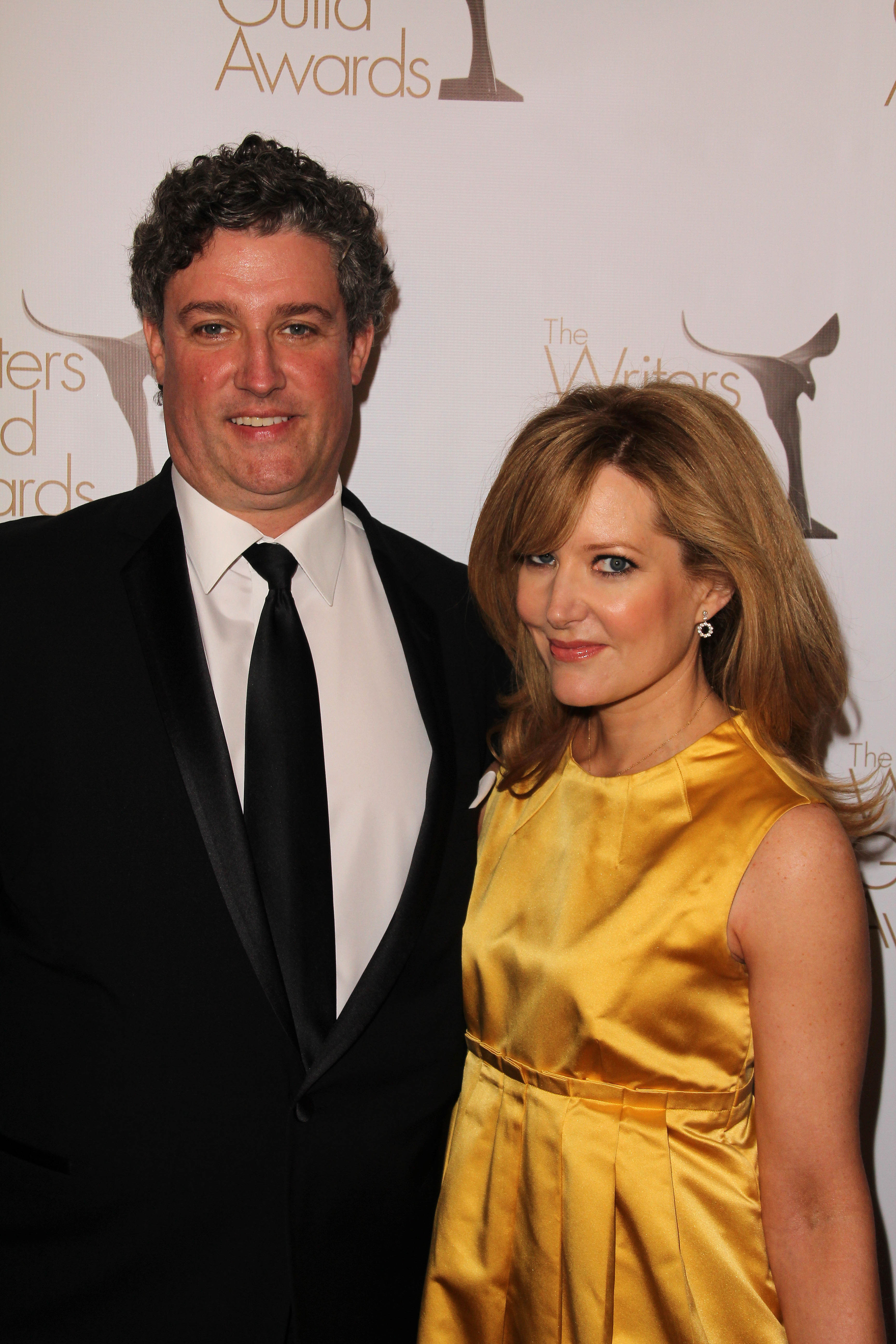
Al Jean s manželkou Stephanie Gillisovou

Jean se narodil 9. ledna 1961 v Detroitu ve státě Michigan jako Alfred Ernest Jean III. Vyrůstal ve Farmington Hills ve státě Michigan, vystudoval střední školu Farmington Hills Harrison High School a má irské předky. Po práci v otcově železářství přišel Jean v šestnácti letech na Harvardovu univerzitu, kterou absolvoval v roce 1981 s bakalářským titulem z matematiky. Daryl Libow, jeden z Jeanových spolubydlících v prvním ročníku, o něm řekl, že když přišel na Harvard, byl „matematický šotek“, ale „brzy rozkvetl a našel své komediální nohy“. V Holworthy Hall na Harvardu se Jean seznámil se svým spolužákem z prvního ročníku Mikem Reissem; spřátelili se a spolupracovali při psaní pro humoristickou publikaci Harvard Lampoon. Jeff Martin, další autor Lampoonu, řekl: „Rozhodně se kolem časopisu hodně točili. Byli to velmi vtipní kluci a na tehdejší dobu neobvykle vybroušení autoři komedií. Nikdy nás nepřekvapilo, že dosáhli úspěchu.“. Jean také uvedl, že dvojice trávila většinu času v Lampoonu, a dodal, že „to byl prakticky můj druhý pokoj na koleji“. Nakonec se stal viceprezidentem publikace.
Od roku 2005 žije Jean v Los Angeles v Kalifornii se svou manželkou, televizní scenáristkou Stephanie Gillisovou. Jean má dvě dcery.

## Kariéra

### Raná kariéra aSimpsonovi
Humoristický časopis National Lampoon najal Jeana a Reisse po ukončení jejich studia v roce 1981. Během 80. let začala dvojice spolupracovat na různých televizních materiálech. V tomto období pracovali jako scenáristé a producenti na televizních pořadech jako The Tonight Show Starring Johnny Carson, Alf, Sledge Hammer! a It's Garry Shandling's Show. V roce 1989 dostal Jean nabídku pracovat jako scenárista na animovaném seriálu Simpsonovi, který vytvořili Matt Groening, James L. Brooks a Sam Simon. Mnozí Jeanovi přátelé neměli o práci na Simpsonových zájem, protože se jednalo o kreslený seriál, který podle nich neměl dlouhého trvání. Jean byl však fanouškem práce Groeninga, Brookse a Simona, a proto spolu s Reissem práci přijali.
Dvojice se stala prvními členy původního scenáristického týmu Simpsonových a pracovala na třinácti epizodách první řady seriálu (1989–1990). Při sledování první epizody seriálu Vánoce u Simpsonových, která měla premiéru v televizi v prosinci 1989, se Jean vyjádřil, že seriál je nejlepší projekt, na kterém se podílel, a přál si na něm pracovat po zbytek své profesní kariéry. Na Simpsonových se mu tehdy nejvíce líbilo něco, co poznal z Brooksovy předchozí práce: ačkoli byl seriál z velké části založen na humoru, měl hloubku a vřelost.
Třebaže byl Jean uváděn jako jediný autor několika epizod, považuje tento proces především za spolupráci: „hlavní autor (epizody) napsal nanejvýš 40 % scénáře. Je to skutečná týmová práce.“ Scenárista uvedený v úvodních titulcích epizody je ten, kdo přišel s nápadem na epizodu a napsal první verzi, i když se podílel jen na malé části výsledného scénáře. Jean prohlásil, že Líza Simpsonová je jednou z jeho nejoblíbenějších postav, pro kterou píše. Je to postava, ke které má největší vztah díky jejich podobnému dětství a skutečnosti, že má dceru.
Jean se stal spolu s Reissem showrunnerem Simpsonových na začátku třetí řady (1991–1992). Showrunner má konečnou zodpovědnost za všechny procesy, kterými epizoda před dokončením prochází, včetně psaní, animace, dabingu a hudby. Podle Jeana, když začínal jako showrunner, jediné, na co každý den myslel, bylo: „Hlavně to nepokaž a nepokaž tuhle věc, kterou všichni milují.“. První epizoda, na které Jean a Reiss pracovali jako showrunneři, byla Líza na stopě zlořádu (vysílaná 26. září 1991) a cítili takový tlak, aby byla dobrá, že udělali šest až sedm přepisů scénáře, aby zlepšili její humor. Jean řekl, že „si pořád říkal: ‚Není to dost dobré. Není to dost dobré.‘ “. Reiss dodal, že „jsme se rozhodně báli. Nikdy předtím jsme nic nevedli a oni nám to hodili na hlavu.“
Jean a Reiss působili jako showrunneři až do konce čtvrté řady v roce 1993. Vzhledem k tomu, že se seriál etabloval již v prvních dvou řadách, mohli mu během svého působení dát větší hloubku. Podle Jeana je to jeden z důvodů, proč mnozí fanoušci a kritici považují třetí a čtvrtou řadu za nejlepší řady Simpsonových. Bill Oakley, další scenárista Simpsonových, se vyjádřil, že „Mike a Al jsou zodpovědní za to nejlepší, co se kdy v televizi objevilo, což byla třetí řada Simpsonových“. Komediální scenárista Jay Kogen řekl, že „ty roky, kdy to vedli Al Jean a Mike Reiss, byly zatraceně dobré. A pak ty následující už možná tolik ne. Někteří lidé to vedli lépe než jiní.“

### Kritika Disney

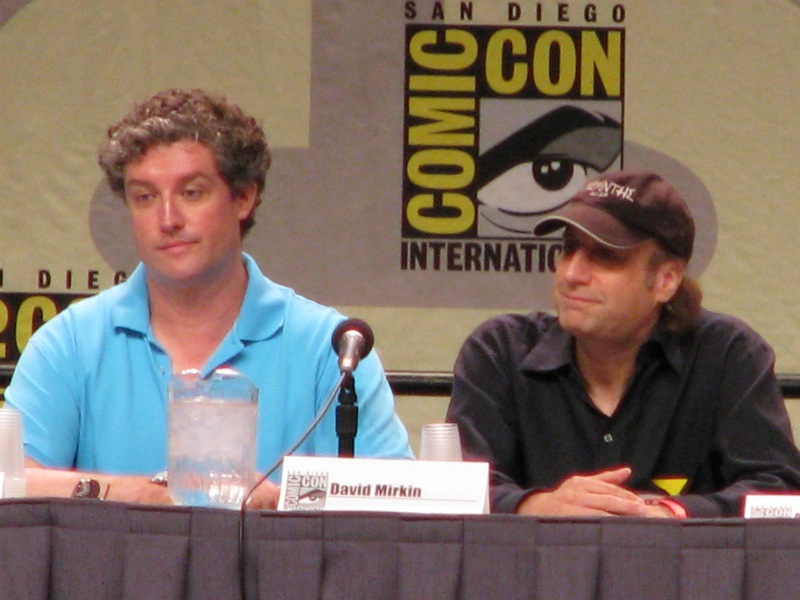
Jean a bývalý výkonný producent seriálu Simpsonovi David Mirkin v roce 2007 na Comic Conu

Jean a Reiss opustili Simpsonovy po čtvrté sérii, aby vytvořili animovaný seriál Kritik o filmovém kritikovi Jayi Shermanovi (hlas mu propůjčil Jon Lovitz); Brooks byl vedoucím producentem tohoto pořadu. Poprvé byl vysílán na ABC v lednu 1994 a byl dobře přijat kritikou, ale u diváků se neujal a po šesti týdnech byl přerušen. Vrátil se v červnu 1994 a dokončil vysílání své první série. Pro druhou řadu byl Kritik přesunut na stanici Fox, a protože se na této stanici vysílali i Simpsonovi, Brooks mohl vytvořit crossover mezi nimi a Kritikem.
Ke zmíněnému crossoveru došlo prostřednictvím epizody Simpsonových Zrodila se hvězda (1995). Groeningovi se tento crossover nelíbil a veřejně ho označil za třicetiminutovou reklamu na Kritika. Brooks řekl: „Po celá léta byli Al a Mike dva chlapi, kteří na tomhle seriálu pracovali od srdce, zůstávali vzhůru do čtyř do rána, aby to bylo správně. Jde o to, že Mattovo jméno bylo na Mikeových a Alových scénářích a on si připsal spoustu zásluh za jejich skvělou práci. Ve skutečnosti je přímým příjemcem jejich práce. Kritik je jejich výstřel a on by jim měl poskytnout svou podporu.“. Reiss prohlásil, že ho Groeningovo jednání „trochu rozrušilo“ a že „to všechno na poslední chvíli zkalilo. (…) Na téhle epizodě není napsáno ‚Sledujte Kritika.‘.“ Jean dodal: „Na tom všem mi vadí, že teď lidé mohou nabýt dojmu, že tato epizoda Simpsonových je méně než dobrá. Stojí sama o sobě, i kdyby seriál Kritik nikdy neexistoval.“. Na stanici Fox měl seriál Kritik opět krátkou životnost, před svým zrušením bylo odvysíláno deset epizod. Celkem bylo vyrobeno pouze 23 dílů a krátce se vrátil v roce 2000 se sérií deseti dílů vysílaných na internetu. Od té doby si seriál získal kultovní oblibu díky reprízám na Comedy Central a vydání kompletní série na DVD.
V roce 1994 Jean a Reiss podepsali tříletou smlouvu se společností The Walt Disney Company na produkci dalších televizních pořadů pro ABC. Dvojice vytvořila a výkonně produkovala seriál Teen Angel, který byl zrušen v první řadě. Reiss řekl: „Bylo to tak zkompromitované a přepracované. Měl jsem 11 vedoucích pracovníků na plný úvazek, kteří mi říkali, jak mám dělat svou práci.“. Dvojice se pravidelně vracela k práci na Simpsonových – například v době, kdy měli smlouvu u Disneyho, směli napsat a produkovat čtyři epizody seriálu, včetně dílu osmé řady Himlhergotdoneveterkrucajselement (1997).

### Další práce naSimpsonových
Jean se k Simpsonovým vrátil na plný úvazek během desáté řady (1998–1999) a se začátkem třinácté v roce 2001 se opět stal showrunnerem, tentokrát už bez Reisse. Jean to označil za „skvělou práci s velkou zodpovědností“ a jako „skvělý“ uvedl „fakt, že to lidé tak milují“. Dodal však, že „nejtěžší je v tuto chvíli jen vymýšlet nové nápady. Lidé jsou tak zažraní do věcí, které jsme už dělali, takže teď je výzvou vymyslet nápad, který je dobrý, ale ještě nebyl viděn.“ Jeanův návrat byl zpočátku vítán, přičemž Jon Bonné z MSNBC prohlásil: „Jean, který v roce 2001 převzal vedení pořadu po výkonném producentovi Mikeu Scullym, odvedl pořad od jeho těžké inkarnace zaměřené na gagy a Homera… Pro dlouholeté fanoušky pořadu se jistě blýská na lepší časy.“. Někteří kritici však namítali, že kvalita pořadu v posledních letech během Jeanova působení stále klesala. Jean na tuto kritiku reagoval slovy: „No, je možné, že jsme klesli. Ale upřímně, jsem tu celou dobu a pamatuji si, že ve druhé řadě lidé říkali: ‚Šlo to z kopce.‘. Kdybychom to poslouchali, tak bychom po 13. dílu přestali. Jsem rád, že jsme to neudělali.“.
Jean byl jedním ze scenáristů a producentů, kteří pracovali na celovečerních Simpsonových ve filmu, uvedených do kin v roce 2007. Dabéři seriálu se k natáčení filmu přihlásili v roce 2001 a poté se začalo pracovat na scénáři. Producenti Simpsonových se zpočátku obávali, že vytvoření filmu bude mít negativní vliv na seriál, protože neměli dostatek štábu, aby se mohli věnovat oběma projektům. Jak seriál postupoval, byli najati další scenáristé a animátoři, takže seriál i film mohly vznikat současně. Groening a Brooks tak mohli přizvat Jeana (který nadále pracoval jako showrunner na televizním seriálu), aby s nimi film produkoval.
Jean se často objevuje v audiokomentářích na DVD Simpsonových k epizodám, na kterých spolupracoval. Pro IGN uvedl, že je dělá rád, protože některé epizody neviděl deset až patnáct let a „je to něco jako shledání s některými lidmi, se kterými jsem dříve pracoval, takže je to opravdu příjemný zážitek“.
Od roku 2020 je společně s Mattem Selmanem showrunnerem. Je spoluautorem či producentem řady krátkých filmů o Simpsonových, včetně Maggie zasahuje (nominace na Oscara), Maggie Simpsonová v „Síla se probouzí po šlofíku“ (nominace na Emmy) a The Simpsons | Balenciaga (získal cenu Clio).

## Ocenění
Jean obdržel za svou práci na Simpsonových devět cen Emmy a dvě ceny Peabody. V roce 1997 získal spolu s Reissem cenu Annie v kategorii nejlepší produkce v televizní produkci za díl Simpsonových Akta S. V roce 1991 se podělili o cenu CableAce za scénář komediálního seriálu za epizodu It's Garry Shandling's Show My Mother The Wife. V roce 2006 získala dvojice cenu Animation Writers Caucus Animation Award, kterou uděluje Sdružení amerických scenáristů scenáristům, kteří „v průběhu let posunuli animaci ve filmu a/nebo televizi a kteří mimořádně přispěli k profesi scenáristy animovaných filmů“.